# 永川玲二
永川 玲二（ながかわ れいじ、1928年2月11日- 2000年4月22日）は、日本の英文学者、翻訳家。
ジェイムズ・ジョイスやシェイクスピア、ガルシア・ロルカの翻訳者として知られる。

## 概要
東京大学文学部英文科を卒業後、旧・東京都立大学助教授などを経て、1970年からスペインのセビリアに定住し、主に海洋文学史を研究。ブロンテ「嵐が丘」、ジョイス「ユリシーズ」翻訳が著名である。

## 経歴
鳥取県米子市に生まれた。父は永川重幸。
1945年2月、広島陸軍幼年学校を脱走、軍学校の脱走者は逮捕されたら銃殺刑に処されることが決まっていたため日本全国を転々と逃亡して8月の敗戦を迎え、この体験が丸谷才一の小説『笹まくら』の題材となった──と伝えられていたが、永川玲二の弟の永川祐三によるとこの話は虚構であり、実際には1942年4月に広島の陸軍幼年学校に入学、そのまま卒業し、1945年4月、東京代々木の陸軍予科士官学校に入学したことが資料の上で裏付けられるという。
その後、東京大学文学部英文科を卒業し、東京都立大学 (1949-2011)助教授となったが、逃亡生活の名残が消えず、新宿で飲み明かすと中央線の急行に乗って終点の長野県大町に向かい、黒部山中の「自分の専用の穴ぼこ」の中で一日中寝て英気を養っていたと種村季弘は伝えている（ただし永川玲二の弟によると上掲のように逃亡生活自体が作り話である）。ベ平連と反戦米兵援助日本技術委員会（JATEC）による脱走兵援助に関与したこともある。
ポルトガルの大詩人カモンイシュの伝記を書くための資料を探しにポルトガルを旅行したのがきっかけで都立大を辞職し、1970年からセビージャに定住。海洋文学史を研究すると共に、多国籍のヒッピーの指導者格となった。
セビリア大学の教授を定年で辞してから日本に帰国。虚血性心不全で死去。墓所は郷里鳥取県米子市博労町「法城寺」にある「永川家累代之墓」、関東圏では御殿場市郊外、富士を望む「富士霊園」内、観光名所にもなっている「文学者の墓」に愛用の眼鏡が遺品として納められている。碑には「アンルダシーア風土記　永川玲二　七十二歳　西暦二千年四月二十二日」と記されている。
なおNHKエンタープライズ製作の「世界ふれあい街歩き」セビリア編では永川がセビージャで住んでいた家が取り上げられている。

## 家族・親族
- 父・重幸（実業家、政治家）

明治34年（1901年）1月生～没
- 母・千鶴（島根県出雲市、松田信夫の妹[7]）

明治39年（1906年）生～
- 兄・精一（教育者）

大正13年（1924年）2月生～
- 弟・祐三（プロデューサー）

## 著書
- 『ことばの政治学』（筑摩書房） 1979、のち岩波同時代ライブラリー 1995
- 『アンダルシーア風土記』（岩波書店）　1999

## 訳書
- 『裕福な青年 / 壊れる』（スコット・フィッツジェラルド、宮本陽吉共訳、南雲堂） 1958、のち改訂 1979
- 『情事の終り』（グレアム・グリーン、早川書房、グレアム・グリーン選集10） 1961、のち新版『グレアム・グリーン全集12』 1979
- 『ユリシーズ』（ジェイムズ・ジョイス、丸谷才一・高松雄一共訳）

（河出書房新社 全2巻） 1964、改訳版（集英社 全3巻） 1996 - 1997、（集英社文庫 全4巻） 2003
- 『死を忘れるな』（ミュリエル・スパーク、白水社） 1964、のち新版 1990
- 『プロヒューモ事件 保守党政治の断面』（ウェイランド・ヤング、筑摩書房） 1964
- 『もうひとりの自分』（グレアム・グリーン、集英社、世界文学全集） 1966、のち集英社文庫 1978
- 『ナイルとニジェールの間に』（アーノルド・J・トインビー、新潮選書） 1967
- 『土曜の夜と日曜の朝』（アラン・シリトー、河出書房新社） 1968、のち新潮文庫 1979
- 『ハムレット』（シェイクスピア、集英社、世界文学全集） 1969、のち集英社文庫 1998
- 『嵐が丘』（エミリー・ブロンテ、集英社） 1969、のち集英社文庫 1988
- 『傷心の川』（ジョン・バカン、筑摩書房、世界ロマン文庫） 1970
- 『若い芸術家の肖像』（ジョイス、中央公論社、新集世界の文学30） 1972
- 『マクベス』（シェイクスピア、集英社、世界文学全集） 1973
- 『アングロ・サクソンの姿勢』（アンガス・ウィルソン、集英社、世界の文学） 1977
- 『神秘な指圧師』（V.S.ナイポール、大工原彌太郎共訳、草思社） 2002